# Estratègies d'immunització dirigides
Les estratègies d'immunització dirigides són procediments dissenyats per augmentar el nivell d'immunització de les poblacions i disminuir les possibilitats de brots epidèmics. Tot i que sovint s'usen en pràctiques sanitàries i en l'administració de vacunes per a prevenir brots epidèmics biològics, aquestes estratègies es refereixen en general a esquemes d'immunització en xarxes complexes de naturalesa biològica, social o artificial. La identificació de grups de risc i persones amb probabilitats de propagar la malaltia sovint té un paper important en aquestes estratègies.

## Antecedents
L'èxit de les vacunes i el programari antivirus en la prevenció de brots importants es basa en el mecanisme d'immunitat de grup, també conegut com a immunitat comunitària, on la immunització d'individus proporciona protecció no només a les persones, sinó també a la comunitat en general. En casos de contagis biològics com la grip, el xarampió i la varicel·la, immunitzar una mostra crítica de la comunitat pot proporcionar protecció contra la malaltia per als membres que no es poden vacunar ells mateixos (nadons, dones embarassades i persones immunocompromeses). Tot i això, sovint aquests programes de vacuna requereixen la immunització d'una gran majoria de la població per a proporcionar immunitat al grup. Alguns programes de vacunació amb èxit han portat a l'erradicació de malalties infeccioses com la verola i la pesta bovina, i la quasi erradicació de la poliomielitis, que va assolar el món abans de la segona meitat del segle xx.

## Estratègies basades en xarxa
Més recentment, els investigadors han estudiat l'explotació de les propietats de la connectivitat de xarxa per comprendre i dissenyar millor les estratègies d'immunització per evitar grans brots d'epidèmia. S'ha demostrat que moltes xarxes reals com Internet, la xarxa mundial i fins i tot les xarxes de contactes sexuals són xarxes sense escala i, per tant, presenten una distribució de llei de poder per a la distribució de títols. A les xarxes grans això es tradueix en el fet que la gran majoria dels nodes (individus de les xarxes socials) tenen poques connexions o baix grau k, mentre que alguns "hubs" tenen moltes més connexions que la mitjana <k >. Aquesta àmplia variabilitat (heterogeneïtat) en grau ofereix estratègies de vacunació basades a orientar els membres de la xarxa segons la seva connectivitat en lloc de la immunització aleatòria de la xarxa. En el modelatge d'epidèmies en xarxes lliures d'escala, els esquemes d'immunització dirigits poden reduir considerablement la vulnerabilitat d'una xarxa davant els brots epidèmics en els esquemes d'immunització aleatòria. Típicament, aquestes estratègies tenen com a resultat la immunització de molts menys nodes per tal de proporcionar el mateix nivell de protecció a tota la xarxa que en la immunització aleatòria. En situacions en què escassegin les vacunes, es fan necessàries estratègies d'immunització eficients per prevenir brots infecciosos.

### Exemples
- Un enfocament comú per a estudis d'immunització dirigits a xarxes lliures d'escala se centra a orientar els nodes de major grau per a la immunització. Aquests nodes són els més altament connectats a la xarxa, cosa que els fa més propensos a estendre el contagi si estan infectats. La immunització d'aquest segment de la xarxa pot reduir dràsticament l'impacte de la malaltia a la xarxa i requereix la immunització de molts menys nodes en comparació amb la selecció aleatòria dels nodes.[1] Tanmateix, aquesta estratègia es basa a conèixer l'estructura global de la xarxa, que potser no sempre serà pràctica.[2]

- Una altra estratègia, la immunització de coneixements,[2][18] tracta de dirigir-se a tots els nodes més altament connectats per a la immunització passant pels seus veïns sense conèixer la topologia completa de la xarxa. En aquest enfocament, es tria un grup aleatori de nodes i se selecciona un conjunt aleatori dels seus veïns per a la immunització. Els nodes més connectats són molt més propensos a aquest grup de veïns, de manera que la immunització d'aquest grup resulta en orientar-se als més altament connectats, però requereixen molta menys informació sobre la xarxa.[2][19][20] Una altra variant d'aquesta estratègia torna a demanar la selecció aleatòria de nodes, però en canvi demana un dels seus veïns amb un grau superior, o almenys més d'un grau llindar determinat, i els immunitza.[13] Aquestes estratègies basades en graus requereixen constantment immunitzar menys nodes i, per tant, millorar les possibilitats d'una xarxa contra atacs epidèmics.[2][18]

- La centralitat de percolació, una recent mesura de centralitat introduïda pel Dr. Mahendra Piraveenan i altres,[21] és particularment útil per identificar nodes per a la vacunació basats en la topologia de la xarxa. A diferència del grau de node que depèn només de la topologia, no obstant això, la centralitat de la percolació té en compte la importància topològica d'un node així com la seva distància respecte dels nodes infectats per decidir la seva importància global. Piraveenan i altres[21] han demostrat que la vacunació basada en la centralitat de percolació és particularment eficaç quan la proporció de persones ja infectades és del mateix ordre de magnitud que el nombre de persones que podrien ser vacunades abans que la malaltia es propagués molt més. Si la infecció es contagia a la seva infància, aleshores la vacunació per anells al voltant de la font d'infecció és el més eficaç, mentre que si la proporció de persones ja infectades és molt superior al nombre de persones que podrien ser vacunades ràpidament, la vacunació només ajudarà els vacunats i no es pot aconseguir la immunitat del grup.[6] La vacunació basada en la centralitat de percolació és el més eficaç en l'escenari crític on la infecció ja s'ha estès massa lluny per estar completament envoltada per una vacunació anellada, però no prou extensa perquè no es pugui contenir per la vacunació estratègica. No obstant això, la centralitat de percolació també necessita calcular la topologia completa de les xarxes i, per tant, és més útil en nivells més alts d'abstracció (per exemple, xarxes de municipis en lloc de xarxes socials d'individus), on es pot obtenir més fàcilment la corresponent topologia de xarxa.[22]

## Increment de la cobertura de vacunació
Milions de nens a tot el món no reben totes les vacunes rutinàries segons el seu calendari nacional. Com que la immunització és una potent estratègia de salut pública per millorar la supervivència infantil, és important determinar quines estratègies funcionen millor per augmentar la cobertura. Una revisió Cochrane va valorar l'efectivitat de les estratègies d'intervenció per impulsar i sostenir la cobertura d'immunització infantil en països de renda baixa i mitjana. Es van incloure catorze assaigs, però la majoria de les proves eren de baixa qualitat. Proporcionar als pares i altres membres de la comunitat informació sobre immunització, educació per a la salut a les instal·lacions en combinació amb les targetes de recordatori d'immunització redissenyades, divulgació regular d'immunització amb i sense incentius a la llar, visites a casa i la integració de la vacunació amb altres serveis poden millorar la cobertura d'immunització infantil en països de renda baixa i mitjana.